# El Catllar (Vilallonga de Ter)
El Catllar és una masia del municipi de Vilallonga de Ter (Ripollès).
Al seu terme es troba l'antic castell del Catllar, d'on és originària la família Descatllar. I també l'ermita de Santa Maria del Catllar, on és venerada la imatge romànica de la Mare de Déu del Catllar.